# Liste der Kulturdenkmäler in Hauneck
Die folgende Liste enthält die in der Denkmaltopographie ausgewiesenen Kulturdenkmäler auf dem Gebiet  der Gemeinde Hauneck, Landkreis Hersfeld-Rotenburg, Hessen.
Hinweis: Die Reihenfolge der Denkmäler in dieser Liste orientiert sich zunächst an Ortsteilen und anschließend der Anschrift, alternativ ist sie auch nach der Bezeichnung oder der Bauzeit sortierbar.
Kulturdenkmäler werden fortlaufend im Denkmalverzeichnis des Landes Hessen durch das Landesamt für Denkmalpflege Hessen auf Basis des Hessischen Denkmalschutzgesetzes (HDSchG) geführt. Die Schutzwürdigkeit eines Kulturdenkmals hängt nicht von der Eintragung in das Denkmalverzeichnis des Landes Hessen oder der Veröffentlichung in der Denkmaltopographie ab.

## Bodes
| Bild            | Bezeichnung                               | Lage                                                | Beschreibung                               | Bauzeit                            | Daten |
| --------------- | ----------------------------------------- | --------------------------------------------------- | ------------------------------------------ | ---------------------------------- | ----- |
| Bild gesucht BW | Gesamtanlage Bodes                        | Bodes Lage                                          |                                            |                                    |       |
| Bild gesucht BW | Haupthaus einer Hofanlage Am Hirschbach 2 | Bodes, Am Hirschbach 2 LageFlur: 2, Flurstück: 48/1 |                                            | 1893                               |       |
| Bild gesucht BW | Traufenhaus Bergstraße 1                  | Bodes, Bergstraße 1 LageFlur: 2, Flurstück: 50      |                                            | Zweite Hälfte des 18. Jahrhunderts |       |
| Bild gesucht BW | Rähmbau Bergstraße 2                      | Bodes, Bergstraße 2 LageFlur: 2, Flurstück: 54/1    |                                            | Spätes 18. Jahrhundert             |       |
| Bild gesucht BW | Wohnhaus mit Scheune Bergstraße 3         | Bodes, Bergstraße 3 LageFlur: 2, Flurstück: 49      |                                            | nach 1700                          |       |
| Bild gesucht BW | Hofanlage Dorfstraße 8                    | Bodes, Dorfstraße 8 LageFlur: 2, Flurstück: 53      |                                            | 18./19. Jahrhundert                |       |
| Bild gesucht BW | Hofreite Dorfstraße 10                    | Bodes, Dorfstraße 10 LageFlur: 2, Flurstück: 52     |                                            | Spätes 18. Jahrhundert             |       |
| Bild gesucht BW | Wohn-Wirtschaftsgebäude Dorfstraße 12     | Bodes, Dorfstraße 12 LageFlur: 2, Flurstück: 54     |                                            | 1785                               |       |
| Bild gesucht BW | Haupthaus einer Hofanlage Dorfstraße 16   | Bodes, Dorfstraße 16 LageFlur: 2, Flurstück: 42     |                                            | Spätes 18. Jahrhundert             |       |
| Bild gesucht BW | Rähmbau Dorfstraße 20                     | Bodes, Dorfstraße 20 LageFlur: 2, Flurstück: 38     |                                            | Mitte 18. Jahrhundert              |       |
| Bild gesucht BW | Traufenhaus Dorfstraße 22                 | Bodes, Dorfstraße 22 LageFlur: 2, Flurstück: 36     |                                            | Mitte 18. Jahrhundert              |       |
| Bild gesucht BW | Unterstallhaus Dorfstraße 24              | Bodes, Dorfstraße 24 LageFlur: 2, Flurstück: 35     |                                            | Zweite Hälfte 18. Jahrhundert      |       |
| Bild gesucht BW | Haupthaus des Mühlhofs                    | Bodes, Mühlweg 6 LageFlur: 2, Flurstück: 27         |                                            | Spätes 18. Jahrhundert             |       |
| Bild gesucht BW | Hakenhof Rundstraße 1                     | Bodes, Rundstraße 1 LageFlur: 2, Flurstück: 7       |                                            | Mitte 19. Jahrhundert              |       |
| Bild gesucht BW | Evangelische Kirche                       | Bodes, Rundstraße 3 LageFlur: 2, Flurstück: 9       |                                            | 1576                               |       |
| Bild gesucht BW | Rähmbau Rundstraße 5                      | Bodes, Rundstraße 5 LageFlur: 2, Flurstück: 5/1     |                                            | Mitte 18. Jahrhundert              |       |
| Bild gesucht BW | Wohn-Wirtschaftsgebäude Rundstraße 7      | Bodes, Rundstraße 7 LageFlur: 2, Flurstück: 20/1    |                                            | 161                                |       |
| Bild gesucht BW | Haupthaus und Auszugshaus Rundstraße 9    | Bodes, Rundstraße 9 LageFlur: 2, Flurstück: 13/3    |                                            | 1830                               |       |
| Bild gesucht BW | Rähmbau Rundstraße 11                     | Bodes, Rundstraße 11 LageFlur: 2, Flurstück: 19/1   |                                            | 1776                               |       |
| Bild gesucht BW | Hakenhof Rundstraße 13                    | Bodes, Rundstraße 13 LageFlur: 2, Flurstück: 16     |                                            | Spätes 18. Jahrhundert             |       |
| Bild gesucht BW | Grenzstein                                | Bodes LageFlur: 2, Flurstück: 33                    |                                            | 1709                               |       |
| Bild gesucht BW | Trittsteine                               | Bodes LageFlur: 2, Flurstück: 79/2                  | Sandsteine als Trittsteine durch die Eitra |                                    |       |

## Eitra
| Bild            | Bezeichnung                                                | Lage                                               | Beschreibung | Bauzeit                            | Daten |
| --------------- | ---------------------------------------------------------- | -------------------------------------------------- | ------------ | ---------------------------------- | ----- |
| Bild gesucht BW | Wohnhaus Rhönstraße 25                                     | Eitra, Rhönstraße 25 LageFlur: 1, Flurstück: 42/2  |              | 1898                               |       |
| Bild gesucht BW | Evangelische Kirche                                        | Eitra, Rhönstraße 32 LageFlur: 4, Flurstück: 7/1   |              | 1894                               |       |
| Bild gesucht BW | Rähmbau Rhönstraße 33                                      | Eitra, Rhönstraße 33 LageFlur: 4, Flurstück: 50/12 |              | 1792                               |       |
| Bild gesucht BW | Wohn-Wirtschaftsgebäude Rhönstraße 35                      | Eitra, Rhönstraße 35 LageFlur: 4, Flurstück: 49    |              | 18. Jahrhundert                    |       |
| Bild gesucht BW | Traufenhaus Rhönstraße 45                                  | Eitra, Rhönstraße 45 LageFlur: 4, Flurstück: 39/3  |              | 2. Hälfte des 18. Jahrhunderts     |       |
| Bild gesucht BW | Wohnhaus Sandweg 3                                         | Eitra, Sandweg 3 LageFlur: 1, Flurstück: 18/1      |              | Frühes 20. Jahrhundert             |       |
| Bild gesucht BW | Traufenhaus Zur Mosterei 1                                 | Eitra, Zur Mosterei 1 LageFlur: 4, Flurstück: 58   |              | 1774                               |       |
| Bild gesucht BW | Wohn-Wirtschaftsgebäude Zur Mosterei 2                     | Eitra, Zur Mosterei 2 LageFlur: 4, Flurstück: 47   |              | 18. Jahrhundert                    |       |
| Bild gesucht BW | Unterstallhaus Zur Mosterei 7                              | Eitra, Zur Mosterei 7 LageFlur: 4, Flurstück: 62/1 |              | Zweite Hälfte des 18. Jahrhunderts |       |
| Bild gesucht BW | Haupthaus einer Hofanlage Zur Mosterei 10                  | Eitra, Zur Mosterei 10 LageFlur: 4, Flurstück: 40  |              | 1767                               |       |
| Bild gesucht BW | Zwei Steinpfeiler an der Brücke über die Eitra an der B 27 | Eitra, B 27 Lage                                   |              | 1821                               |       |

## Fischbach
| Bild            | Bezeichnung                          | Lage                                                | Beschreibung | Bauzeit               | Daten |
| --------------- | ------------------------------------ | --------------------------------------------------- | ------------ | --------------------- | ----- |
| Bild gesucht BW | Scheune Fischbach 4                  | Fischbach, Fischbach 4 LageFlur: 2, Flurstück: 24/2 |              | 1928                  |       |
| Bild gesucht BW | Fischbacher Mühle                    | Fischbach, Fischbach 5 LageFlur: 2, Flurstück: 26/1 |              | Mitte 19. Jahrhundert |       |
| Bild gesucht BW | Haupthaus einer Hofreite Fischbach 9 | Fischbach, Fischbach 9 LageFlur: 2, Flurstück: 8/3  |              | um 1800               |       |

## Oberhaun
| Bild                | Bezeichnung                              | Lage                                                            | Beschreibung | Bauzeit                | Daten |
| ------------------- | ---------------------------------------- | --------------------------------------------------------------- | ------------ | ---------------------- | ----- |
| Bild gesucht BW     | Gesamtanlage Oberhaun                    | Oberhaun Lage                                                   |              |                        |       |
| Bild gesucht BW     | Hakenhof Brunnenstraße 1                 | Oberhaun, Brunnenstraße 1 LageFlur: 6, Flurstück: 10/1          |              | Spätes 19. Jahrhundert |       |
| Bild gesucht BW     | Wohnhaus und Altenteiler Brunnenstraße 2 | Oberhaun, Brunnenstraße 2 LageFlur: 6, Flurstück: 74/5          |              | 1799                   |       |
| Bild gesucht BW     | Wohnhaus Brunnenstraße 7                 | Oberhaun, Brunnenstraße 7 LageFlur: 6, Flurstück: 17/2          |              | um 1800                |       |
| Bild gesucht BW     | Wohnhaus Brunnenstraße 8                 | Oberhaun, Brunnenstraße 8 LageFlur: 6, Flurstück: 105/31        |              | Frühes 19. Jahrhundert |       |
| Bild gesucht BW     | Rähmbau Brunnenstraße 11                 | Oberhaun, Brunnenstraße 11 LageFlur: 6, Flurstück: 164/22       |              |                        |       |
| Bild gesucht BW     | Wohnhaus Brunnenstraße 12                | Oberhaun, Brunnenstraße 12 LageFlur: 6, Flurstück: 25/2         |              |                        |       |
| Bild gesucht BW     | Wohnhaus Brunnenstraße 13                | Oberhaun, Brunnenstraße 13 LageFlur: 6, Flurstück: 165/23       |              | Spätes 18. Jahrhundert |       |
| Bild gesucht BW     | ehemalige Papiermühle                    | Oberhaun, Hünfelder Straße 2 LageFlur: 4, Flurstück: 11/1       |              | Frühes 19. Jahrhundert |       |
| Bild gesucht BW     | Hofreite Lindenstraße 1                  | Oberhaun, Lindenstraße 1 LageFlur: 6, Flurstück: 138/80         |              | Frühes 19. Jahrhundert |       |
| Bild gesucht BW     | Haupthaus einer Hofreite Lindenstraße 3  | Oberhaun, Lindenstraße 3 LageFlur: 6, Flurstück: 85 und 86      |              | Spätes 19. Jahrhundert |       |
| Bild gesucht BW     | Hofanlage Lindenstraße 4                 | Oberhaun, Lindenstraße 4 LageFlur: 6, Flurstück: 2/1            |              | Anfang 19. Jahrhundert |       |
| Bild gesucht BW     | Dreiseithof Lindenstraße 5               | Oberhaun, Lindenstraße 5 LageFlur: 6, Flurstück: 88/1           |              | Frühes 19. Jahrhundert |       |
| Bild gesucht BW     | Erntennenhaus Zum Stieg 2                | Oberhaun, Zum Stieg 2 LageFlur: 6, Flurstück: 88/1              |              | um 1800                |       |
| Bild gesucht BW     | Traufenhaus Zum Stieg 4                  | Oberhaun, Zum Stieg 4 LageFlur: 6, Flurstück: 68/1              |              | Frühes 19. Jahrhundert |       |
| Evangelische Kirche | Evangelische Kirche                      | Oberhaun, Zum Stieg 5 LageFlur: 6, Flurstück: 157/36 und 158/37 |              | 15. Jahrhundert        |       |
| Bild gesucht BW     | Traufenhaus Zum Stieg 6                  | Oberhaun, Zum Stieg 6 LageFlur: 6, Flurstück: 67/1              |              | um 1800                |       |
| Bild gesucht BW     | Wohn-Wirtschaftsgebäude Zum Stieg 12     | Oberhaun, Zum Stieg 12 LageFlur: 6, Flurstück: 58               |              | Frühes 19. Jahrhundert |       |
| Bild gesucht BW     | Streckhof Zum Stieg 17                   | Oberhaun, Zum Stieg 17 LageFlur: 6, Flurstück: 155/53           |              | Frühes 19. Jahrhundert |       |

## Rotensee
| Bild            | Bezeichnung                     | Lage                                                         | Beschreibung | Bauzeit                            | Daten |
| --------------- | ------------------------------- | ------------------------------------------------------------ | ------------ | ---------------------------------- | ----- |
| Bild gesucht BW | Rähmbau Bornweg 13              | Rotensee, Bornweg 13 LageFlur: 3, Flurstück: 35/1            |              | Spätes 19. Jahrhundert             |       |
| Bild gesucht BW | Traufenhaus Gartenstraße 8      | Rotensee, Gartenstraße 8 LageFlur: 3, Flurstück: 95/1        |              | Mitte 18. Jahrhundert              |       |
| Bild gesucht BW | Wohnhaus Schulstraße 1          | Rotensee, Schulstraße 1 LageFlur: 3, Flurstück: 116          |              | Ende 18. Jahrhundert               |       |
| Bild gesucht BW | Wohnhaus Schulstraße 2          | Rotensee, Schulstraße 2 LageFlur: 3, Flurstück: 60           |              | Mitte 18. Jahrhundert              |       |
| Bild gesucht BW | Scheune Schulstraße 3           | Rotensee, Schulstraße 3 LageFlur: 3, Flurstück: 123/1        |              | Mitte 18. Jahrhundert              |       |
| Bild gesucht BW | Ehemalige Schule                | Rotensee, Schulstraße 4 LageFlur: 3, Flurstück: 183/8        |              | 1838                               |       |
| Bild gesucht BW | Streckhof Schulstraße 16        | Rotensee, Schulstraße 16 LageFlur: 3, Flurstück: 195/5       |              | Zweite Hälfte des 19. Jahrhunderts |       |
| Bild gesucht BW | Scheune Unterhauner Straße 1    | Rotensee, Unterhauner Straße 1 LageFlur: 3, Flurstück: 64/1  |              | 1789                               |       |
| Bild gesucht BW | Hofanlage Unterhauner Straße 2  | Rotensee, Unterhauner Straße 2 LageFlur: 3, Flurstück: 106/1 |              | Mittleres 18. Jahrhundert          |       |
| Bild gesucht BW | Rähmbau Unterhauner Straße 6    | Rotensee, Unterhauner Straße 6 LageFlur: 3, Flurstück: 86/3  |              | Zweite Hälfte des 18. Jahrhunderts |       |
| Bild gesucht BW | Scheune Unterhauner Straße 9    | Rotensee, Unterhauner Straße 9 LageFlur: 3, Flurstück: 79/1  |              | Mitte des 18. Jahrhunderts         |       |
| Bild gesucht BW | Hofanlage Unterhauner Straße 12 | Rotensee, Unterhauner Straße 12 LageFlur: 4, Flurstück: 56/1 |              | 19. Jahrhunderts                   |       |
| Bild gesucht BW | Rähmbau Zur Burg 12             | Rotensee, Zur Burg 12 LageFlur: 3, Flurstück: 129            |              | 1804                               |       |
| Bild gesucht BW | Vollmarsburg                    | Rotensee, Zur Burg 50 LageFlur: 5, Flurstück: 24–27          |              | Frühes 19. Jahrhunderts            |       |

## Sieglos
| Bild            | Bezeichnung                                | Lage                                                        | Beschreibung | Bauzeit                | Daten |
| --------------- | ------------------------------------------ | ----------------------------------------------------------- | ------------ | ---------------------- | ----- |
| Bild gesucht BW | Wohnhaus Am Junkernberg 6                  | Sieglos, Am Junkernberg 6 LageFlur: 2, Flurstück: 11        |              | 18. Jahrhundert        |       |
| Bild gesucht BW | Gasthaus                                   | Sieglos, Fuldaer Straße 2 LageFlur: 2, Flurstück: 46/2      |              | um 1800                |       |
| Bild gesucht BW | Hofanlage Oberhauner Straße 11             | Sieglos, Oberhauner Straße 11 LageFlur: 2, Flurstück: 83/61 |              | Spätes 18. Jahrhundert |       |
| Bild gesucht BW | Hofanlage Oberhauner Straße 13             | Sieglos, Oberhauner Straße 13 LageFlur: 2, Flurstück: 87/66 |              | Spätes 17. Jahrhundert |       |
| Bild gesucht BW | Wohnhaus Oberhauner Straße 18              | Sieglos, Oberhauner Straße 18 LageFlur: 2, Flurstück: 13/1  |              | Spätes 19. Jahrhundert |       |
| Bild gesucht BW | Haupthaus einer Hofanlage Zur Finstersee 1 | Sieglos, Zur Finstersee 1 LageFlur: 2, Flurstück: 16/4      |              | 1765                   |       |
| Bild gesucht BW | Fachwerkhaus Zur Finstersee 4              | Sieglos, Zur Finstersee 4 LageFlur: 2, Flurstück: 28/2      |              | 1693                   |       |

## Unterhaun
| Bild                                                                            | Bezeichnung                                           | Lage                                                         | Beschreibung | Bauzeit                            | Daten |
| ------------------------------------------------------------------------------- | ----------------------------------------------------- | ------------------------------------------------------------ | ------------ | ---------------------------------- | ----- |
| Bild gesucht BW                                                                 | Hofanlage Hauptstraße 1                               | Unterhaun, Hauptstraße 1 LageFlur: 5, Flurstück: 27/1        |              | 1751                               |       |
| Bild gesucht BW                                                                 | Rähmbau Hauptstraße 3                                 | Unterhaun, Hauptstraße 3 LageFlur: 5, Flurstück: 19/1        |              | 1792                               |       |
| Bild gesucht BW                                                                 | Hofanlage Hauptstraße 9                               | Unterhaun, Hauptstraße 9 LageFlur: 5, Flurstück: 31/1        |              | um 1800                            |       |
| Bild gesucht BW                                                                 | Hofanlage Hauptstraße 13                              | Unterhaun, Hauptstraße 13 LageFlur: 6, Flurstück: 43/2       |              | Mitte 18. Jahrhundert              |       |
| Evangelische Kirche                                                             | Evangelische Kirche                                   | Unterhaun, Hauptstraße 14 LageFlur: 6, Flurstück: 41 und 115 |              | 1736                               |       |
| Bild gesucht BW                                                                 | Rähmbau Hauptstraße 16                                | Unterhaun, Hauptstraße 16 LageFlur: 5, Flurstück: 37/3       |              | Frühes 19. Jahrhundert             |       |
| Bild gesucht BW                                                                 | Gasthof Hauptstraße 17                                | Unterhaun, Hauptstraße 17 LageFlur: 6, Flurstück: 71/2       |              | Mitte 19. Jahrhundert              |       |
| Bild gesucht BW                                                                 | Hakenhof Hauptstraße 22                               | Unterhaun, Hauptstraße 22 LageFlur: 5, Flurstück: 53         |              | Frühes 19. Jahrhundert             |       |
| Bild gesucht BW                                                                 | Hofanlage Hauptstraße 27                              | Unterhaun, Hauptstraße 27 LageFlur: 6, Flurstück: 84/1       |              |                                    |       |
| Hauptstraße 28 ist das giebelseitige Gebäude mit Walmdach auf der linken Seite  | Wohnhaus Hauptstraße 28                               | Unterhaun, Hauptstraße 28 LageFlur: 6, Flurstück: 37/2       |              | 1765                               |       |
| Hauptstraße 30 ist das traufseitige Gebäude im Vordergrund auf der linken Seite | Stall Hauptstraße 30                                  | Unterhaun, Hauptstraße 30 LageFlur: 6, Flurstück: 34         |              | Mitte 18. Jahrhundert              |       |
| Bild gesucht BW                                                                 | Haupthaus und gegenüberliegender Stall Hauptstraße 34 | Unterhaun, Hauptstraße 34 LageFlur: 6, Flurstück: 29         |              | 1818                               |       |
| Bild gesucht BW                                                                 | Hofanlage Hauptstraße 36                              | Unterhaun, Hauptstraße 36 LageFlur: 6, Flurstück: 27/2       |              | Mitte 18. Jahrhundert              |       |
| Bild gesucht BW                                                                 | Wohnhaus Weihersgrund 4                               | Unterhaun, Weihersgrund 4 LageFlur: 6, Flurstück: 68         |              | Zweite Hälfte des 18. Jahrhunderts |       |
| Bild gesucht BW                                                                 | Wohn-Wirtschaftsgebäude Weihersgrund 14               | Unterhaun, Weihersgrund 14 LageFlur: 6, Flurstück: 62        |              | Spätes 19. Jahrhundert             |       |
| weitere Bilder                                                                  | Ehemalige Kreuzkapelle mit Kirchhof                   | Unterhaun, Außerhalb der Ortslage LageFlur: 6, Flurstück: 89 |              | 972                                |       |